# البجعة السوداء (فلم)
البجعة السوداء (بالإنجليزية: Black Swan) هو فيلم رعب نفسي أمريكي صدر سنة 2010، من إخراج دارين أرنوفسكي وسيناريو مارك هايمان وجون ماكلولين وأندريس هاينز، استنادًا إلى قصة كتبها هاينز. الفيلم من بطولة ناتالي بورتمان في الدور الرئيسي، مع فانسن كاسل، وميلا كونيس، وباربرا هيرشي، ووينونا رايدر في الأدوار الداعمة. تدور أحداث الفيلم حول إنتاج بحيرة البجع لتشايكوفسكي من قبل شركة باليه مدينة نيويورك. يتطلب الإنتاج راقصة باليه لتلعب دور البجعة البيضاء البريئة والهشة، والتي تناسبها الراقصة الملتزمة نينا سايرز (بورتمان)، بالإضافة إلى البجعة السوداء المظلمة والشهوانية، وهي صفات تجسدها بشكل أفضل المنافسة الجديدة ليلي (كونيس). ينتاب نينا شعور بالضغط الهائل عندما تجد نفسها تتنافس على هذا الدور، مما يجعلها تفقد قبضتها الضعيفة على الواقع وتنحدر إلى الجنون.
استوحى أرنوفسكي الفكرة من خلال ربط مشاهدته لإنتاج بحيرة البجع بنص سينمائي غير محقق حول البدلاء وفكرة مطاردة الشخص لشبيهه، وهي فكرة مشابهة للفلكلور المحيط بالدوبلغنجر. أشار أرنوفسكي أيضًا إلى رواية الشبيه لفيودور دوستويفسكي كمصدر آخر للإلهام للفيلم. اعتبر المخرج أيضًا أن فيلم البجعة السوداء هو قطعة مكملة لفيلمه المصارع (2008)، حيث يدور كلا الفيلمين حول الأداءات المتطلبة لأنواع مختلفة من الفنون. تحدث هو بورتمان عن المشروع لأول مرة في عام 2000، وبعد فترة وجيزة من ارتباطه بيونيفرسال بيكتشرز، تم إنتاج البجعة السوداء في مدينة نيويورك في عام 2009 بواسطة فوكس سيرش لايت بيكتشرز. تدربت بورتمان وكونيس على الباليه لعدة أشهر قبل التصوير.
عُرض فيلم البجعة السوداء لأول مرة في النسخة الـ67 من مهرجان البندقية السينمائي في 1 سبتمبر 2010، وتم إصداره بشكل محدود في الولايات المتحدة بدءًا من 3 ديسمبر، قبل أن يتم عرضه بشكل واسع في 17 ديسمبر. عند إصداره، تلقى الفيلم مراجعات إيجابية من النقاد، مع إشادة بإخراج أرونوفسكي وأداء بورتمان وكونيس وهيرشي. كما حقق الفيلم نجاحًا تجاريًا كبيرًا في شباك التذاكر، حيث بلغ إجمالي إيراداته 329 مليون دولار عالميًا على ميزانية بلغت 13 مليون دولار. حصل الفيلم على خمس ترشيحات في حفل توزيع جوائز الأوسكار الثالث والثمانون، بما في ذلك جائزة أفضل فيلم وأفضل مخرج (أرنوفسكي)، وفازت بورتمان بجائزة أفضل ممثلة؛ كما حصل على أربعة ترشيحات في حفل توزيع جوائز الغولدن غلوب الثامن والستون، بما في ذلك جائزة أفضل فيلم درامي وأفضل مخرج (أرنوفسكي)، وفازت بورتمان بجائزة أفضل ممثلة في فيلم درامي. في عام 2021، تم إدراج أداء بورتمان ضمن قائمة أفضل الأداءات السينمائية في القرن الحادي والعشرين من قبل مجلة ذا نيو يوركر.

## القصة
تعيش نينا سايرز، وهي راقصة شابة في فرقة باليه مدينة نيويورك، مع والدتها مفرطة الحماية إريكا، التي كانت بدورها راقصة باليه سابقة. تفتتح الفرقة الموسم الجديد بأداء رقصة بحيرة البجع لتشايكوفسكي. بعد إجبار الراقصة الرئيسية، إليزابيث "بيث" ماكنتاير، على التقاعد، يعلن المدير الفني توماس ليروي عن بحثه عن راقصة جديدة لأداء الأدوار الثنائية للبجعة البيضاء البريئة والهشة، والبجعة السوداء الشهوانية والغامضة. تتقدم نينا للاختبار وتؤدي رقصًا لا تشوبه شائبة كبجعة بيضاء، لكنها تفشل في تجسيد البجعة السوداء.
في اليوم التالي، تطلب نينا من توماس إعادة النظر، ولكنه يقوم بتقبيلها عنوة، فتعضه وتهرب من مكتبه في وقت لاحق من اليوم ترى نينا قائمة الممثلين وتكتشف أنها حصلت على الدور الرئيسي. في حفلة راقصة احتفالاً بالموسم الجديد، تتهم بيث الثملة نينا بتقديم خدمات جنسية لتوماس مقابل الترقي في اليوم التالي تسمع نينا أن بيث قد صدمتها سيارة؛ يعتقد توماس أنها كانت تحاول الانتحار. تزور نينا بيث في المستشفى وهي غير واعية وتجد نفسها مضطربة لرؤية ساقيها المصابتين بشدة، مما يعني أنه حتى إذا تعافت بيث، فلن تتمكن من العودة للرقص.
خلال البروفات، يطلب توماس من نينا مراقبة الراقصة الجديدة، ليلي، التي تشبه نينا جسديًا ولكن لديها حرية غير مقيدة تفتقر إليها نينا تبدأ نينا في رؤية الهلوسات وتجد علامات خدش على ظهرها في إحدى الليالي ورغم اعتراض إريكا، تقبل نينا دعوة ليلي للخروج لتناول المشروبات. تقدم ليلي لنينا كبسولة إكستاسي وتقول إنها ستساعدها على الاسترخاء. ترفض نينا في البداية ولكنها تقبل بعد ذلك. تبدأ في التصرف تحت تأثير الإكستاسي، وتغازل الرجال في البار وليلي أيضًا. بعد أن يرقص الاثنان في ملهى ليلي، يعودان إلى شقة نينا في سيارة أجرة، حيث تقوم ليلي بتحفيز نينا جنسيا. عندما يصلان إلى شقة نينا تصرخ نينا على إريكا لتتركها وحدها، ثم تمارس الجنس مع ليلي في صباح اليوم التالي، تستيقظ نينا مشوشة وتعاني من آثار الكحول، وتدرك أنها تأخرت عن البروفة العامة.
عند وصولها إلى مركز لينكولن ترى نينا ليلي ترقص كبجعة سوداء وتواجهها بشأن الليلة الماضية. تنفي ليلي، المشوشة، ممارسة الجنس مع نينا وتقول إنها ذهبت إلى المنزل مع أحد الرجال من البار. تقتنع نينا أن ليلي تنوي أخذ مكانها، خاصة بعد أن تعلم أن توماس جعل ليلي بديلتها تزداد الهلوسات التي تراها نينا وتزداد إصاباتها، حتى أنها تتوهم تحولها إلى بجعة سوداء. في ليلة الافتتاح توبخ نينا والدتها لتصل متأخرة وتكون ليلي جاهزة لتحل محلها، لكن نينا تقنع توماس بالسماح لها باستعادة دورها.
في نهاية الفصل الثاني من الباليه، تتشتت نينا بسبب هلوسة أخرى وتفقد توازنها كبجعة بيضاء. يتسبب هذا في أن يسقطها الراقص الذي يلعب دور الأمير على المسرح، مما يغضب توماس. تعود إلى غرفة الملابس وتجد ليلي تستعد كبجعة سوداء خلال مواجهة، تتحول ليلي إلى نينا. يتشاجران، وتكسران مرآة تطعن نينا شبيهتها بشظية كبيرة من المرآة، مما يؤدي إلى قتلها. تعود الجثة إلى ليلي. تخفي نينا الجثة في الحمام وتصعد إلى المسرح، حيث ترقص بلا عيب كبجعة سوداء وتتحول ظاهريًا إلى بجعة سوداء، ويغطي ذراعيها الريش. وسط تصفيق الجمهور، تفاجئ نينا توماس بقبلة شغوفة وتعود إلى غرفة الملابس.
عندما تستأنف نينا دور البجعة البيضاء وأثناء وضعها للمكياج الخاص بها، تسمع طرقًا على الباب تفتحه لتجد ليلي، التي لا تزال على قيد الحياة، تعتذر عن سوء الفهم وتهنئ نينا قبل أن تغادر. ترى نينا أن المرآة لا تزال مكسورة، والمنشفة التي استخدمت لمسح الدم نظيفة بدون أي جثة في الحمام. تنظر نينا إلى أسفل وتخرج قطعة من الزجاج من بطنها، مدركة أنها طعنت نفسها بدلاً من ذلك ترقص الفصل الأخير من الباليه، الذي ينتهي بقفز البجعة البيضاء من جرف وهبوطها على مرتبة. يندفع الجميع بتصفيق حار بينما يجتمع توماس وليلي، والآخرون لتهنئة نينا، التي تظل ممدة على المرتبة. يرى توماس الدم ينتشر عند خصرها ويصرخ طلبًا للمساعدة. يسأل نينا بشكل محموم عما حدث لها، فتجيب بهدوء: «شعرت به کان مثاليًا»، بينما تتلاشى الشاشة إلى اللون الأبيض.

## طاقم التمثيل
أثناء تترات النهاية، تم تكرار أسماء الشخصيات الرئيسية مرتين، مرة بشخصياتهم في الفيلم ومرة بشخصياتهم المقابلة من بحيرة البجع.
- ناتالي بورتمان بدور نينا سايرز / البجعة البيضاء
- ميلا كونيس بدور ليلي / البجعة السوداء
- فانسن كاسل بدور توماس ليروي / الرجل النبيل
- باربرا هيرشي بدور إريكا سايرز / الملكة
- وينونا رايدر بدور إليزابيث "بيث" ماكنتاير / البجعة المحتضرة
- بنجامين ميليبيد بدور ديفيد مورو / الأمير زيغفريد
- كسنيا سولو بدور فيرونيكا / البجعة الصغيرة
- كريستينا أناباو بدور غالينا / البجعة الصغيرة
- جانيت مونتغومري بدور مادلين / البجعة الصغيرة
- سيباستيان ستان بدور أندرو / الخاطب
- توبي همنجواي بدور توم / الخاطب
- سيرجيو تورادو بدور سيرجيو / فون روثبارت
- مارك مارغوليس بدور السيد فيثيان / الراعي
- تينا سلون بدور السيدة فيثيان / الراعية

## الإنتاج

### الفكرة

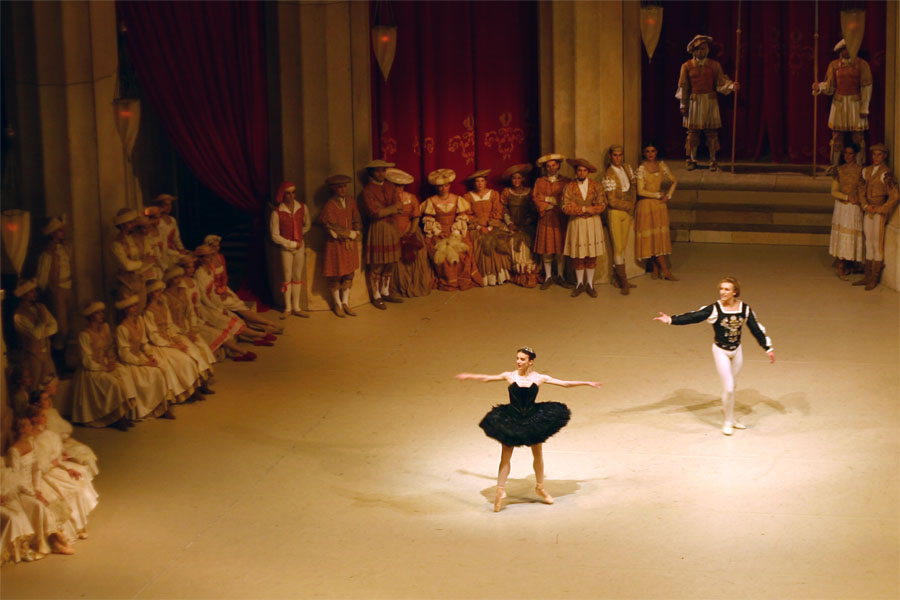
المشهد من باليه بحيرة البجع الذي تقوم فيه البجعة السوداء بخداع الأمير وإغوائه

بدأ دارين أرنوفسكي اهتمامه بالباليه عندما درست شقيقته الرقص في مدرسة الفنون الإستعراضية في مدينة نيويورك. بدأت الفكرة الأساسية للفيلم عندما استأجر كُتّاب سيناريو لإعادة صياغة سيناريو بعنوان البديل، الذي صور ممثلي مسرح أقل من برودواي واستكشف مفهوم أن تكون ملاحقًا بتوأم. قال أرونوفسكي إن السيناريو كان يحتوي على عناصر من كل شيء عن إيف (1950)، والمستأجر (1976) لرومان بولانسكي، والشبيه لفيودور دوستويفسكي. كما شاهد المخرج العديد من إنتاجات بحيرة البجع، وارتبطت الثنائية بين البجعة البيضاء والبجعة السوداء بالسيناريو. أثناء بحثه لإنتاج البجعة السوداء، وجد أرونوفسكي أن الباليه هو «عالم منعزل للغاية» وأن راقصيه «لم يكونوا معجبين بالأفلام». ومع ذلك، وجد المخرج راقصين نشطين وغير نشطين لمشاركة تجاربهم معه. كما وقف خلف الكواليس لمشاهدة أداء باليه بولشوي في مركز لينكولن للفنون الإستعراضية.
وصف أرونوفسكي فيلم البجعة السوداء بأنه عمل مكمّل لفيلمه السابق المصارع، متذكرًا أحد مشاريعه المبكرة الذي كان يدور حول علاقة حب بين مصارع وراقصة باليه. وفي النهاية، فصل بين عوالم المصارعة والباليه واعتبرها «أكبر من أن يتحملها فيلم واحد». قارن المخرج بين الفيلمين قائلاً: «المصارعة يعتبرها البعض أقل أنواع الفن—إن كانوا سيطلقون عليها حتى اسم الفن—في حين يعتبر البعض الباليه أعلى أنواع الفن. ولكن ما كان مذهلاً بالنسبة لي هو مدى تشابه الأداءين في هذين العالمين. كلاهما يستفيدان بشكل مذهل من أجسادهما للتعبير عن نفسيهما.» حول الطابع النفسي والإثارة في البجعة السوداء، قارنَت الممثلة ناتالي بورتمان نبرة الفيلم بفيلم بولانسكي طفل روزماري (1968)، بينما قال أرونوفسكي إن فيلم بولانسكي النفور (1965) والمستأجر (1976) كانا «تأثيرين كبيرين» على الفيلم النهائي. كما قارن الممثل فنسنت كاسل البجعة السوداء بأعمال بولانسكي المبكرة وضاف إليها مقارنة بأعمال ديفد كروننبرغ المبكرة.

### اختيار الممثلين

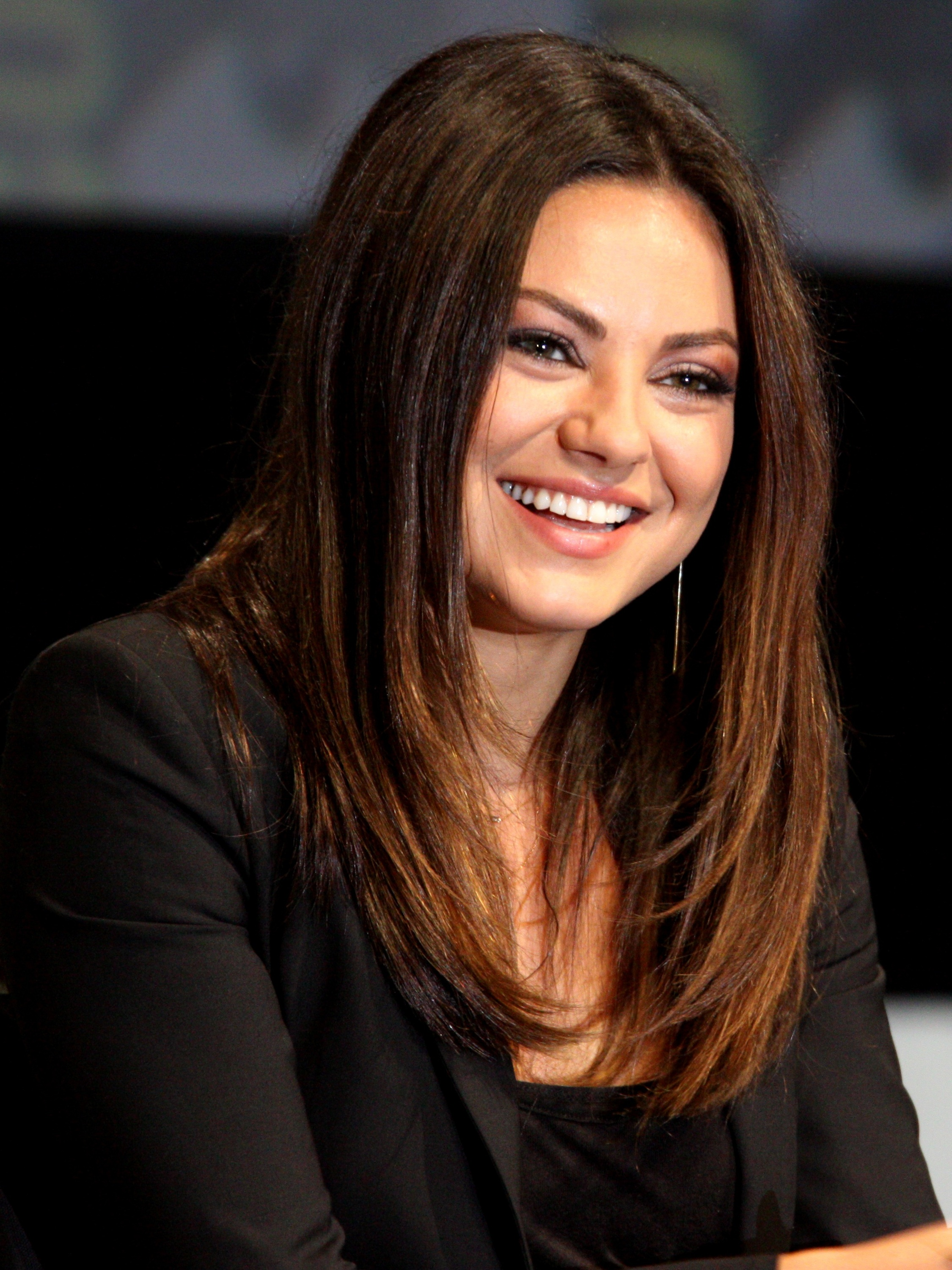
ميلا كونيس الاختيار الأول الذي تم طرحه للعب دور البطولة في فيلم البجعة السوداء في عام 2008.

ناقش أرونوفسكي مع بورتمان لأول مرة إمكانية تصوير فيلم باليه في عام 2000، ووجد أنها مهتمة بدور راقصة باليه. شرحت بورتمان مشاركتها في البجعة السوداء قائلة: «أحاول أن أجد أدوارًا تتطلب نضجًا أكبر مني، لأنه يمكن أن تُعلق في دورة مملة جداً كأنثى في الأفلام، خاصة إذا كنت شخصًا صغير الحجم.»" اقترحت بورتمان على أرونوفسكي أن صديقتها المقربة ميلا كونيس ستكون مثالية للدور. قارنَت كونيس بين ليلي ونينا قائلة: «شخصيتي أكثر استرخاءً ... ليست جيدة تقنيًا مثل شخصية ناتالي، لكنها تمتلك شغفًا أكثر، بشكل طبيعي. وهذا ما تفتقر إليه [نينا].» الشخصيات النسائية يتم توجيهها في إنتاج بحيرة البجع من قبل توماس ليروي، الذي يلعب دوره كاسل. قارن شخصيته بجورج بالانشين، الذي أسس باليه مدينة نيويورك وكان «شخصًا يحب السيطرة، فنانًا حقيقيًا يستخدم الجنس لتوجيه راقصيه».
بدأت بورتمان وكونيس التدريب قبل ستة أشهر من بدء التصوير للحصول على نوع جسم وعضلات مشابهين لتلك التي يتمتع بها الراقصون المحترفون. عملت بورتمان خمس ساعات يوميًا، شاملة الباليه، والتدريب المتنوع، والسباحة. قبل بضعة أشهر من التصوير، بدأت تدريبًا على الرقص. مارست كونيس التمرين الهوائي والبيلاتس، قائلة: «تدربت سبعة أيام في الأسبوع، خمس ساعات يوميًا، لمدة خمسة أو ستة أشهر بشكل إجمالي، وتم وضعي على نظام غذائي صارم يحتوي على 1200 سعرة حرارية في اليوم.» فقدت 20 رطلاً (9 كغ) من وزنها الطبيعي الذي كان حوالي 117 رطلاً (53 كغ)، وذكرت أن بورتمان «أصبحت أصغر مني». قالت كونيس: «لقد درست الباليه كطفلة مثلما يفعل كل طفل. ترتدي التوتو وتقف على المسرح وتبدو لطيفة وتدور. لكن هذا مختلف تمامًا لأنه لا يمكنك التظاهر. لا يمكنك أن تبقى هناك وتدعي أنك تعرف ما تفعله. يجب أن يكون جسمك كله مُهيأ بشكل مختلف.» دربت جرجينا باركنسون، وهي مدربة باليه من فرقة مسرح الباليه الأمريكي، الممثلين في الباليه. كما عملت عازفات الباليه سارة لين وماريا ريتشيتو، كـ«بديلات رقص» لبورتمان وكونيس على التوالي. كما عملت الراقصة كيمبرلي بروس كبديلة لبورتمان. صرحت قائلة: «ناتالي حضرت الدروس، درست لعدة أشهر، من الخصر إلى الأعلى هي. سارة لان، وهي عازفة منفردة في مسرح الباليه الأمريكي، قامت بالحركات الصعبة، قامت بالدورانات، لكنهم كانوا بحاجة إليها لفترة محدودة، بضع أسابيع، لذا قمت ببقية لقطات الرقص التي كانوا يحتاجون إليها.»
بالإضافة إلى عروض العازفين المنفردين، تم اختيار أعضاء من باليه بنسلفانيا كـ"كور دي باليه"، خلفية لعروض الممثلين الرئيسيين. كما يظهر في الفيلم كريستينا أناپو، وتوبي همنجواي، وسيباستيان ستان، وجانيت مونتغمري.

### التطوير والتصوير

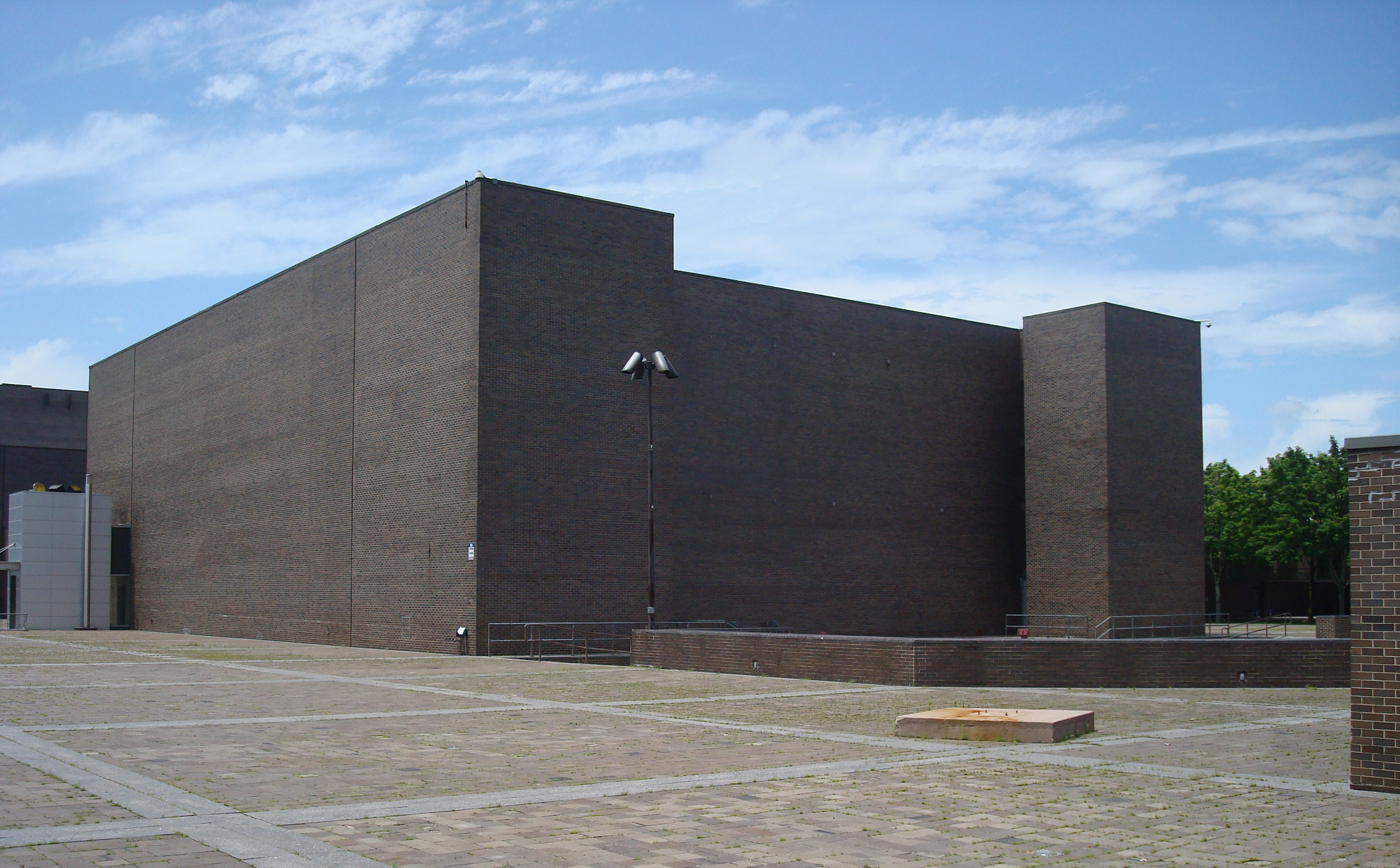
جزء من التصوير تم في الجامعة الحكومية في نيويورك في بيرتشايس.

ناقش أرونوفسكي وبورتمان لأول مرة فكرة فيلم باليه في عام 2000، بعد إصدار فيلم مرثية حلم، على الرغم من أن السيناريو لم يكن قد كُتب بعد. أخبرها عن مشهد حب بين راقصي باليه متنافسين، وتذكرت بورتمان: «ظننت أن ذلك كان مثيرًا جدًا للاهتمام لأن هذا الفيلم هو في العديد من الطرق استكشاف لأنانية الفنان والجاذبية النرجسية تجاه نفسك وأيضًا الاشمئزاز من نفسك». حول فترة الانتظار التي دامت عقدًا قبل الإنتاج، قالت: «حقيقة أنني قضيت وقتًا طويلاً مع الفكرة ... سمحت لها بأن تنضج قليلاً قبل أن نصور.»
كتب سيناريو البديل أندريس هاينز؛ وسمع أرونوفسكي عنه لأول مرة أثناء تحريره فيلمه الثاني مرثية حلم (2000) ووصَفه بأنه «كل شيء عن إيف مع توأم، في عالم الأوبرا الصغيرة.» بعد إنتاج فيلم النافورة (2006)، عمل أرونوفسكي ومنتج الفيلم مايك ميدافوي مع كاتب السيناريو جون مكلاكلين لإعادة كتابة البديل؛ قال أرونوفسكي إن مكلاكلين "أخذ فكرتي عن بحيرة البجع والباليه ووضع [القصة] في عالم الباليه وغيَّر العنوان إلى البجعة السوداء. عندما قدم أرونوفسكي مخططًا تفصيليًا لـ "البجعة السوداء" إلى يونيفرسال بيكتشرز، قرر الاستوديو تسريع تطوير المشروع في يناير 2007. وفقًا لأرونوفسكي، «مات المشروع نوعًا ما، مرة أخرى»، حتى بعد إنتاج المصارع (2008)، عندما جعل مارك هايمان، مدير تطوير في شركة إنتاج أرونوفسكي «بروتوزوا بيكتشرز»، يكتب لـ البجعة السوداء وجعلها شيئًا قابلًا للتنفيذ. بحلول يونيو 2009، وضعت يونيفرسال المشروع في حالة «تدوير»، مما جذب الانتباه من استوديوهات أخرى وأقسام متخصصة، لا سيما مع وجود الممثلة بورتمان المرتبطة بالدور الرئيسي. بدأ تطوير البجعة السوداء تحت شركة «بروتوزوا بيكتشرز» و«أوفنات برودكشنز»، التي قامت بتمويل الفيلم. في يوليو 2009، تم اختيار كونيس.

وزعت شركة فوكس سيرشلايت بيكتشرز فيلم البجعة السوداء ومنحته ميزانية إنتاجية تتراوح بين 10-12 مليون دولار. تم التصوير الرئيسي باستخدام كاميرات سوبر 16 ملم وبدأ في مدينة نيويورك نحو نهاية عام 2009. جرى جزء من التصوير في مركز الفنون الإستعراضية في الجامعة الحكومية في نيويورك في بيرتشايس. صور أرونوفسكي البجعة السوداء بأسلوب هادئ وبأجواء حميمية، والذي كان يهدف إلى أن يكون مشابهًا لـ المصارع. قال أرونوفسكي: 
قام المصور السينمائي ماثيو ليباتيك بتصوير الفيلم على مقاس 16 ملم.

### الموسيقى التصويرية
الموسيقى غير الأصلية التي ظهرت في فيلم البجعة السوداء تتضمن موسيقى لتشايكوفسكي مع أداءات على الشاشة وفي المقطع الصوتي بواسطة عازف الكمان تيم فين، بالإضافة إلى مقطع من موسيقى الرقص إلكترونيكا من تأليف الثنائي الإنجليزي ذا تشيميكال براذرز. يُعد هذا التعاون الخامس على التوالي بين أرونوفسكي والمؤلف الموسيقي الإنجليزي كلينت مانسيل، الذي قام بتأليف الموسيقى الأصلية للفيلم. حاول مانسيل تأليف الموسيقى بناءً على باليه تشايكوفسكي ولكن مع تغييرات جذرية في الموسيقى. بسبب استخدام موسيقى تشايكوفسكي، تم اعتبار الموسيقى غير مؤهلة للترشح لجوائز الأسكار لعام 2010 لأفضل موسيقى أصلية.
موسيقى ذا تشيميكال براذرز، التي تميزت بشكل بارز خلال مشهد النادي في البجعة السوداء، تم استبعادها من ألبوم المقطوعات الصوتية.

## الإطلاق

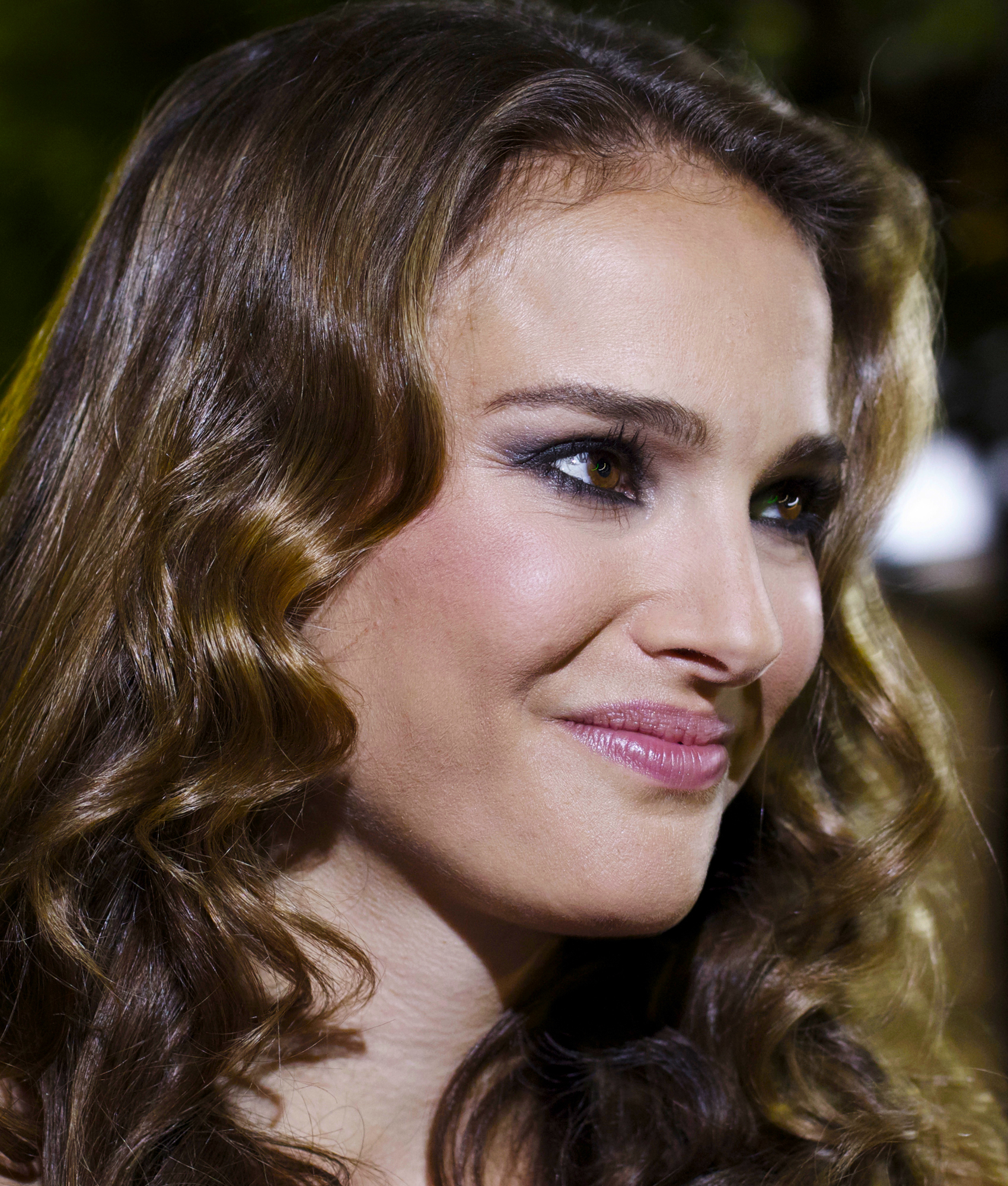
بورتمان في العرض الأول للفيلم في مهرجان تورونتو السينمائي الدولي لعام 2010.

عُرض فيلم البجعة السوداء لأول مرة عالميًا كفيلم الافتتاح في النسخة الـ67 من مهرجان البندقية السينمائي في 1 سبتمبر 2010. وقد تلقى الفيلم تصفيقًا حارًا طال أمده، حيث قالت مجلة فارايتي إنه جعل الفيلم «أحد أقوى أفلام الافتتاح في فينسيا في الذاكرة الحديثة». كان المدير الفني للمهرجان ماركو ميولر قد اختار البجعة السوداء على حساب فيلم الأمريكي (من بطولة جورج كلوني) كفيلم افتتاح، قائلًا: «إنه كان الأنسب ... كلوني ممثل رائع، وسيسعدنا دائمًا في البندقية. ولكن الأمر كان بسيطًا كما هو». عُرض البجعة السوداء في المسابقة، وهو الفيلم الثالث على التوالي من إخراج أرونوفسكي الذي يُعرض في المهرجان، بعد النافورة (2006) والمصارع. تم عرض البجعة السوداء في عرض خاص في مهرجان تيلورايد السينمائي في 5 سبتمبر 2010. كما كان له عرض احتفالي في مهرجان تورونتو السينمائي الدولي الخامس والثلاثين في وقت لاحق من نفس الشهر. في أكتوبر 2010، عُرض الفيلم في مهرجان نيو أورلينز السينمائي، مهرجان أوستن السينمائي، ومهرجان لندن السينمائي. في نوفمبر 2010، عُرض الفيلم في مهرجان معهد الفيلم الأمريكي في لوس أنجلوس، ومهرجان دنفر السينمائي، والمهرجان السينمائي الدولي لفن التصوير السينمائي في بيدغوشتش، بولندا.
تم تقديم موعد عرض البجعة السوداء في المملكة المتحدة من 11 فبراير إلى 21 يناير 2011. ووفقًا لصحيفة ذي إندبندنت، تم اعتبار الفيلم أحد «أكثر الأفلام التي يتم ترقبها» في عام 2010. ثم قارنت الصحيفة الفيلم بفيلم الباليه لعام 1948 الحذاء الأحمر (فيلم 1948) من حيث «الجودة الكابوسية ... لراقصة استهلكتها رغبتها في الرقص».

### العرض المنزلي
صدر فيلم البجعة السوداء على أقراص دي في دي وبلو راي في المنطقة 1 في 29 مارس 2011. وتم إصدار النسخة الخاصة بالمنطقة 2 في 16 مايو 2011.

## الاستقبال

### شباك التذاكر
عُرض فيلم البجعة السوداء بشكل محدود في مدن مختارة في أمريكا الشمالية في 3 ديسمبر 2010، في 18 دار عرض، وحقق نجاحًا مفاجئًا في شباك التذاكر. جمع الفيلم إجمالي 415,822 دولارًا في يوم عرضه الأول، بمتوسط 23,101 دولار لكل دار عرض. بنهاية عطلة نهاية الأسبوع الأولى، حقق الفيلم 1,443,809 دولار—بمعدل 80,212 دولار لكل دار عرض. كان متوسط الإيرادات لكل موقع هو الثاني الأعلى لعطلة نهاية الأسبوع الافتتاحية في عام 2010 بعد خطاب الملك. يعتبر الفيلم الأعلى في متوسط الإيرادات لكل دار عرض في تاريخ شركة فوكس سيرتشلايت بيكتشرز، ويحتل المرتبة 21 في القائمة التاريخية. في عطلة نهاية الأسبوع الثانية، توسع الفيلم إلى 90 دار عرض، وجمع 3.3 مليون دولار، ليحتل المرتبة السادسة في شباك التذاكر. في عطلة نهاية الأسبوع الثالثة، توسع مرة أخرى إلى 959 دار عرض وجمع 8,383,479 دولارًا. استمر الفيلم في تحقيق إيرادات تزيد عن 106 مليون دولار في الولايات المتحدة وأكثر من 329 مليون دولار عالميًا.

### أراء النقاد

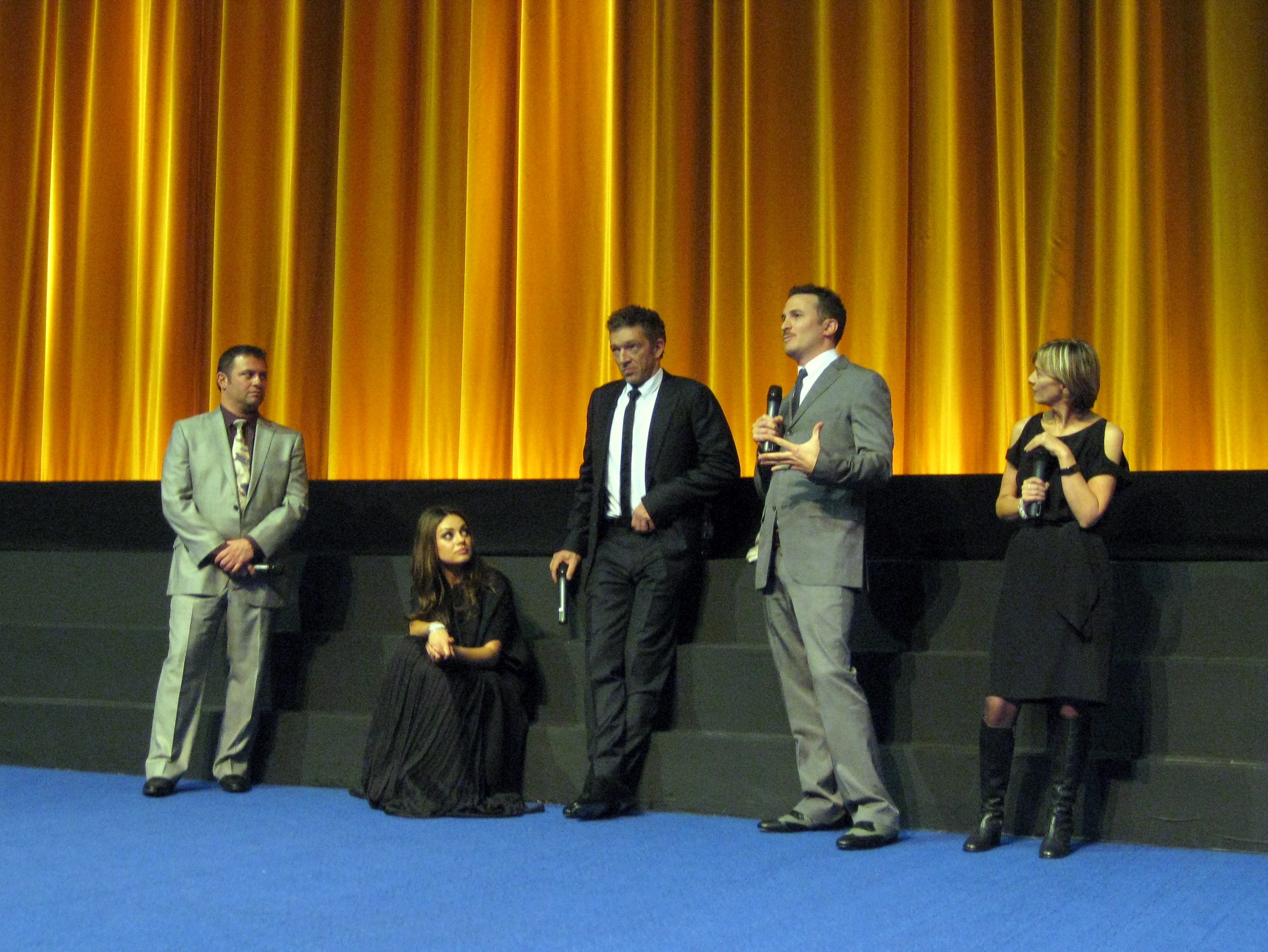
ناقش طاقم عمل فيلم البجعة السوداء (من اليسار إلى اليمين: المنتج سكوت فرانكلين، الممثلة ميلا كونيس، الممثل فنسنت كاسل، المخرج دارين أرنوفسكي) الفيلم مع ساندرا هيبرون في مهرجان لندن السينمائي، حيث تم ترشيح الفيلم لجائزة أفضل فيلم.

تلق فيلم البجعة السوداء مراجعات إيجابية من النقاد عند صدوره، حيث نال الثناء على إخراج أرنوفسكي وأداء ناتالي بورتمان وميلا كونيس وباربارا هيرشي.
يمنح موقع المراجعة روتن توميتوز الفيلم نسبة موافقة تبلغ 85% بناءً على 318 مراجعة، وبمتوسط تقييم 8.20/10. يشير الإجماع النقدي للموقع، إلى أن «البجعة السوداء حاد وعاطفي وميلودرامي إلى حد كبير، ينزلق على الاتجاه الجريء لدارين أرونوفسكي - وأداء شجاع ومبهر من ناتالي بورتمان». في ميتاكريتيك، الذي يعين متوسطًا مرجحًا للمراجعات، حصل الفيلم على متوسط نقاط 79 من أصل 100، بناءً على 42 ناقد، مما يشير إلى «مراجعات إيجابية بشكل عام».
في سبتمبر 2010، أفادت مجلة إنترتينمنت ويكلي أنه بناءً على مراجعات من عرض الفيلم في مهرجان البندقية السينمائي، فإن «البجعة السوداء قد تم تحديده بالفعل ليكون أحد أكثر الأفلام حبًا أو كرهًا في العام.» ليونارد مالتين، على مدونته موفي كريزي، اعترف بأنه «لم يستطع تحمل الفيلم»، رغم أنه أشاد كثيرًا بأداء بورتمان. وصفت وكالة رويترز الاستجابة المبكرة للفيلم بأنها «إيجابية إلى حد كبير» مع إشادة كبيرة بأداء بورتمان. ذكرت صحيفة سيدني مورنينغ هيرالد أن «الفيلم قسم النقاد. فقد وجد بعضهم أن طبيعته المسرحية مزعجة، لكن معظمهم أعلنوا أنهم انجرفوا بعيدًا معه.»
وصف كورت لودر من مجلة ريزون الفيلم بأنه «رائع ومخيف»، وكتب أن «الفيلم ليس مرضيًا تمامًا؛ لكنه مشبع بالإبداع المعتاد للمخرج، وله مظهر مظلم ومتألق.» مايك غودريدج من سكرين دايلي وصف فيلم البجعة السوداء بأنه «مزعج ومثير على حد سواء» ووصف الفيلم بأنه مزيج من نقطة التحول (1977) وأفلام بولانسكي النفور (1965) وطفل روزماري (1968). وصف غودريدج أداء بورتمان بقوله: «هي آسرة في دور نينا ... تلتقط ارتباك امرأة شابة مكبوتة ألقيت في عالم من الخطر والإغراء بدقة مرعبة.» وأشاد الناقد أيضًا بأداء كاسيل، كونيس، وهيرشي في أدوارهم الداعمة، وخاصةً مقارنةً هيرشي بروث غوردون في دور «الأم اليائسة الغيورة». وأشاد غودريدج بتصوير ليبيتيك السينمائي لمشاهد الرقص والمشاهد النفسية «المزعجة»: «إنها رحلة نفسية ساحرة تتصاعد إلى نهاية مأساوية مسرحية رائعة بينما تحاول نينا تقديم الأداء المثالي.»

### الكمال الأزرق
لاحظ العديد من النقاد أوجه تشابه ملفتة بين فيلم الأنمي الكمال الأزرق الصادر عام 1997 للمخرج ساتوشي كون وفيلم البجعة السوداء لأرنوفسكي. وفي رد على المقارنات بين الكمال الأزرق والبجعة السوداء، أقر أرونوفسكي بالتشابهات في عام 2010، لكنه نفى أن يكون البجعة السوداء مستوحى من الكمال الأزرق. أشار كون في مدونته إلى أنه التقى بأرنوفسكي في عام 2001.

### الجوائز والترشيحات
ظهر فيلم البجعة السوداء في قوائم أفضل عشرة أفلام لعام 2010 لدى العديد من النقاد ويُعتبر بشكل متكرر واحدًا من أفضل أفلام العام. تم إدراجه ضمن قائمة «10 أفلام العام» من قبل معهد الفيلم الأمريكي. في 25 يناير 2011، تم ترشيح الفيلم لخمس جوائز أوسكار (أفضل فيلم، أفضل مخرج، أفضل ممثلة، أفضل تصوير سينمائي، وأفضل مونتاج)، وفازت ناتالي بورتمان بجائزة أفضل ممثلة.

## وصلات خارجية
- الموقع الرسمي
- مقالات تستعمل روابط فنية بلا صلة مع ويكي بيانات